# Strezinja
Strezinja (fl. 1075. – 1089.) bio je bribirski župan koji je živio u 11. stoljeću. Bio je pripadnik velikaške obitelji Šubić. On je već bio okružen svojom pratnjom – petoricom vitezova; stoga to može biti dokaz da je s vojničkim zapovjedništvom ima u rukama i ostala nekadašnja kraljevska prava u županiji, prije svega sudstvo, kao i pravo ubiranja javnih daća. Bio je u sporu oko posjeda s Petrom, opatom Samostana sv. Ivana Evanđeliste u Biogradu na Moru. Hrvatski kralj Dmitar Zvonimir u Ninu je presudio u korist Petra čime je posjed ostao u vlasništvu samostana.

## Vanjske poveznice
- Damir Karbić, Zlatni vijek Bribira  Arhivirana inačica izvorne stranice od 11. kolovoza 2020. (Wayback Machine), Matica hrvatska, Hrvatska revija 2, 2007.
- Klaić, Vjekoslav, Bribirski knezovi od plemena Šubić do god. 1347., 1897.

| Prethodnik:     | Bribirski župan Strezinja fl. 1075. – 1080. | Nasljednik: |
| Budec ili Budić | Bribirski župan Strezinja fl. 1075. – 1080. | Vukilo      |